# Акимовский сельский совет (Великобагачанский район)
Акимовский сельский совет (укр. Якимівська сільська рада) — входит в состав Великобагачанского района Полтавской области Украины.
Административный центр сельского совета находится в с. Акимово.

## История
- 1918 — дата образования.

## Населённые пункты совета
- с. Акимово
- с. Балюки